# 53 Piscium
53 Piscium, som är stjärnans Flamsteed-beteckning, är en ensam stjärna i den mellersta delen av stjärnbilden Fiskarna och med variabelbeteckningen AG Piscium. Den har en skenbar magnitud på ca 5,88 och är svagt synlig för blotta ögat där ljusföroreningar ej förekommer. Baserat på parallaxmätning inom Hipparcosuppdraget på ca 3,1 mas, beräknas den befinna sig på ett avstånd på ca 1 040ljusår (ca 320 parsek) från solen. Den rör sig närmare solen med en heliocentrisk radialhastighet på ca -8 km/s.

## Egenskaper
53 Piscium är en blå till vit underjättestjärna av spektralklass B2.5 IV,. Den har en massa som är ca 5,4 gånger solens massa, en radie som är ca 3,3 gånger större än solens och utsänder ca 794 gånger mera energi än solen från dess fotosfär vid en effektiv temperatur på ca 17 300 K.
53 Piscium, eller AG Piscium, är en Beta Cephei-variabel (BCEP) som varierar mellan visuell magnitud +5,87 och 5,88 med en period av 0,08 dygn eller 115 minuter. Den har också visat sig ha vissa variationer gemensamt med långsamt pulserande stjärnor av spektraltyp B.